# Antonio María Sáez Aguado
Antonio María Sáez Aguado (Palencia, 1955) es un médico y político español. Ha desempeñado diversos cargos en la Junta de Castilla y León, entre ellos los de director general de Salud Pública, director gerente de la Gerencia Regional de Salud, gerente de Servicios Sociales y consejero de Sanidad.

## Biografía
En 1980 se licenció en Medicina y Cirugía por la Universidad de Valladolid y desde 1993 es especialista universitario en dirección de hospitales. Es funcionario del cuerpo facultativo superior (escala sanitaria) de la Junta de Castilla y León, por lo que prestó servicios en distintos centros de asistencia psiquiátrica de la Comunidad. También fue profesor asociado de la facultad de psicología de la Universidad de Salamanca.
Entre 1987 y 2003 trabajó en distintas áreas de la Consejería de Sanidad y Bienestar Social, como el Servicio de Salud Mental, Servicio de Estudios, Dirección General de Salud Pública y Gerencia Regional de Salud, participando en la elaboración y desarrollo de los distintos planes y programas sanitarios aprobados por la Consejería, así como en la elaboración del I Plan de Atención Sociosanitaria. Desempeñó cargos de director general de Salud Pública y director gerente de la Gerencia Regional de Salud de Castilla y León, época en la que participó en el proceso de negociación de la transferencia del INSALUD y en la creación de Sacyl.
Entre 2003 y 2007 fue gerente de Servicios Sociales de Castilla y León, pasando con posterioridad a desempeñar el cargo de jefe de área de la Dirección General de Planificación y Análisis de la Consejería de la Presidencia.
El 27 de junio de 2011 es nombrado consejero de Sanidad de la Junta de Castilla y León, cargo que desempeñó hasta julio de 2019.